# راشيل كروذرز
راشيل كروذرز (بالإنجليزية: Rachel Crothers)‏ هي درامية ‏ وكاتبة سيناريو وكاتبة مسرحية ومخرجة أمريكية، ولدت في 12 ديسمبر 1878 في بلومنجتون في الولايات المتحدة، وتوفيت في 5 يوليو 1958 في دانبري في الولايات المتحدة.

## وصلات خارجية
- راشيل كروذرز على موقع IMDb (الإنجليزية)
- راشيل كروذرز على موقع الموسوعة البريطانية (الإنجليزية)
- راشيل كروذرز على موقع ألو سيني (الفرنسية)
- راشيل كروذرز على موقع قاعدة بيانات برودواي على الإنترنت (الإنجليزية)
- راشيل كروذرز على موقع إن إن دي بي (الإنجليزية)
- راشيل كروذرز على موقع قاعدة بيانات الفيلم (الإنجليزية)